# 正尕遗址
正尕遗址，位于中国青海省化隆县支扎乡正尕村，为青海省市县级文物保护单位，公布日期为1986年12月8日，类型为古遗址。
正尕遗址的历史年代为新石器时代。